# DxT Campeón
DXT Campeón, subtitulado como "Primer Diario Deportivo de Galicia", es un periódico deportivo gallego, fundado por Ángel Hervada y Bieito Rubido. El primer número salió a la calle el 19 de diciembre de 1995.

## Historia
Su primer director fue César Casal González, que permaneció en el puesto hasta 1999, cuando le sucedió Juan Carlos Boga Sánchez. En 2009, Andrés Ríos cogió el mando de la nave hasta que en 2022 fue nombrado director de El Ideal Gallego y el grupo Editorial La Capital, cogiendo el relevo Alberto Torres. En el verano de 2024, le sucedió Juan Luis Rodríguez Cudeiro.
Tras varias tentativas, incluida la inicial, de convertirse en el diario deportivo de toda Galicia (inclusive con redacciones en Vigo y Santiago y corresponsalías en Ferrol, Lugo, Pontevedra y Orense, además de en Madrid y Barcelona), en la actualidad se centra en el deporte de la comarca coruñesa y, por extensión, de toda la provincia.
Después de poseer diferentes cabeceras (DxT, Campeón y Deporte Campeón), lleva varios años con la denominación actual.
En la actualidad forma parte del grupo Editorial La Capital, que engloba, entre otros, los diarios El Ideal Gallego, Diario de Ferrol, Diario de Bergantiños o Diario de Arousa.
En su redacción, sita en Glorieta de América s/n, en los bajos del Palacio de la Ópera de A Coruña, trabajan doce periodistas, cuatro fotógrafos y cinco infógrafos.
Desde sus comienzos, por su redacción han ido pasando grandes ilustres del periodismo gallego.

## Periodistas que han trabajado en DXT Campeón
- Entre paréntesis medio en el que trabajan en la actualidad

César Casal (La Voz de Galicia), Alberto Mahía (La Voz de Galicia), Kiko Novoa (Radio Galega), Carlos Alberto Sánchez (Televisión de Galicia), Xosé Antón Fraga (Televisión de Galicia), Toño Sangiao, Alfonso Hermida (Televisión de Galicia), Antón Lezcano (Localia TV), Luis de la Cruz (AS), Manolo Rodríguez (La Opinión), Doda Vázquez, José Luis Núñez (TVG), Antonio Fafián (TVE), Pedro López (Depor Sport), Raúl Benito (Depor Sport), Eugenio Cobas (La Opinión), Pablo Gómez (La Voz de Galicia), Rodri Suárez (Galicia Confidencial), Silvia Carregal, Paulo Alonso (La Voz de Galicia), Juan Quijano (Diario de Ferrol), Gladys Vázquez (Voz TV), Marta García (El Ideal Gallego), Daniel Romero (El Ideal Gallego), Paola Feal (El Ideal Gallego), Manu Sainz (AS), Teresa Rubio (Cadena Ser), Juan Luis Cudeiro (El País), Lucía Urresti (Depor Sport), Nicolás Vidal (Diario de Ferrol), Arturo Patiño, Antón Baldomir, José A. Alonso, Yolanda Valera, Ana Torres Jack, Patricia Amaro, Marta Arias, Pedro Espinosa, Luis Núñez, Cristina de la Peña, Javier Gundín, Xabier Rodríguez, Vanessa Bretón, Miguel Ángel Suárez, Lucía Orizales, Rebeca Rubio, Jorge Iglesias, Miguel Álvarez, Hugo Santiso, Pablo Rey, Juan G. Arévalo, Lois Novo (Real Club Deportivo de La Coruña).
- Fotografía e infografía:

Iago López, Mero Barral (Marca), Andy Pérez (Ayuntamiento de La Coruña), Trini Aragunde (La Sexta TV), Maxi, Yose, Óscar Izquierdo, Iñaki Velasco (iki), Pepe Varela, Javier Rico, Manuel Agrafojo, Iván Prego, Vicky Romasanta (Depor Sport), Begoña, Silvia García, Mónica Rilo, Patricia López.

## Equipo redactor actual
- Director: Alberto Torres.
- Redactor jefe: Juan Pedro Barco.
- Deportivo: Israel Zautúa (coordinador), Armando Palleiro, Zeltia Regueiro, Eder Pereira.
- Fútbol: Rubén García (coordinador) y Santi Mendoza.
- Otros Deportes: Chaly Novo (coordinador), Pablo Zaballa, Iago Couce.
- Suplementos: Juan Ramón Fernández (jefe de sección).
- Fotografía: Pedro Puig (jefe de sección), Quintana, Javier Alborés, Patricia G. Fraga y Mónica Arcay.
- Infografía: Ana, Ángeles, Luis, Iria y Pablo.
- Administración: Begoña Chas.
- Firmas invitadas (Galería Deportiva): Ricardo Docobo, Pablo García-Ramos, Antonio Llamas, Ventureira, Federico Poncet, Juan Guillín
- Viñetas: Manuel Tella.
- Crucigramas: Quique.